# Falcão (Quatis)
Falcão é o 3° distrito do município de Quatis, no estado do Rio de Janeiro, Brasil.
Fica a beira da RJ-159, estrada que liga a Rodovia Presidente Dutra, na altura do distrito de Floriano, em Barra Mansa ao sul do estado de Minas Gerais, chegando ao município de Passa Vinte.
O distrito também se situa margeado por uma ferrovia, a Linha Tronco da antiga Rede Mineira de Viação, ligando o distrito à região central de Quatis, ao município fluminense de Angra dos Reis e à Araguari, no estado de Minas Gerais.
É também atravessado em parte pela Ferrovia do Aço da antiga Rede Ferroviária Federal (RFFSA), onde no qual possui uma grande e extensa ponte ferroviária, que cruza a linha da antiga RMV, situada abaixo da ponte. A Ferrovia do Aço, por sua vez, liga o distrito aos municípios de Volta Redonda, no Rio de Janeiro e Itabirito, em Minas Gerais. Porém nesta, nunca houve o transporte de passageiros.
Até o ano de 1996, o distrito era atendido pelo Trem Mineiro, um trem de passageiros regional que saía de Barra Mansa, no Rio de Janeiro e seguia pela Linha Tronco da antiga Rede Mineira de Viação, rumo ao município de Ribeirão Vermelho, em Minas Gerais. Este trem de longa distância, operado pela antiga RFFSA aos finais de semana, mantinha a Estação Ferroviária de Falcão sempre com intenso movimento de passageiros. Após a privatização da linha férrea naquele mesmo ano, o serviço de passageiros foi desativado e desde então, somente há o tráfego de trens cargueiros pela ferrovia no distrito.
Falcão era o 7° distrito do município de Barra Mansa mas, com a emancipação de Quatis em 1991, este manteve consigo Falcão e Ribeirão de São Joaquim.[carece de fontes?]